# Borteldonk
Borteldonk is een buurtschap  in de gemeente Roosendaal in de Nederlandse provincie Noord-Brabant. Het ligt een kilometer ten zuiden van de stad Roosendaal aan de N262 richting Essen. Borteldonk wordt gezien als een van de kernen van waaruit Roosendaal is ontstaan. Het stamt uit de twaalfde eeuw. De buurtschap mist een oude kern. Wel is de buurtschap herkenbaar als een aantal woningen aan de weg.
Nabij Borteldonk ligt een houtwal van historische waarde, bestaande uit eikenhakhout, zomereik, sporkehout, wilde lijsterbes, zoete kers en Amerikaanse vogelkers. De wal is deels aangelegd voor 1850 en na 1875. De doelstraat is een oude kasseiweg.
Stad: Roosendaal      Dorpen: Heerle · Moerstraten · Nispen · Wouw · Wouwse Plantage

Buurtschappen: Akker · Boeiink · Borteldonk · Brembosch · Bulkenaar · De Rotting · Everland · Haiink · Hazelaar · Heijbeek · Hoevestein · Hollandsdiep · Hulsdonk · Kruisstraat · Nieuwenberg · Oostlaar · Plantage Centrum · Vijfhoek · Vinkenbroek · Visdonk · Vleet · Vroenhout · Wouwse Hil · Zoomvliet

Noord-Brabant: Steden en dorpen      Nederland: Provincies · Gemeenten